# هاوت نیونگ
هاوت نیونگ (به لاتین: Haut-Nyong) یک منطقهٔ مسکونی در کامرون است که در منطقه شرق (کامرون) واقع شده‌است. هاوت نیونگ ۳۶٬۳۸۴ کیلومتر مربع مساحت و ۲۱۶٬۷۶۸ نفر جمعیت دارد.